# يان نويكي
يان نويكي (بالبولندية: Jan Nowicki)‏ هو ممثل بولندي، ولد في 5 نوفمبر 1939 في بولندا.

## وصلات خارجية
- يان نويكي على موقع IMDb (الإنجليزية)
- يان نويكي على موقع روتن توميتوز (الإنجليزية)
- يان نويكي على موقع ألو سيني (الفرنسية)
- يان نويكي على موقع ميوزك برينز (الإنجليزية)
- يان نويكي على موقع أول موفي (الإنجليزية)
- يان نويكي على موقع قاعدة بيانات الأفلام السويدية (السويدية)
- يان نويكي على موقع ديسكوغز (الإنجليزية)
- يان نويكي على موقع قاعدة بيانات الفيلم (الإنجليزية)
- يان نويكي على موقع كينوبويسك (الروسية)